# ユタ映画批評家協会賞 (2022年)
21st UFCA Awards

作品賞: 

『エブリシング・エブリウェア・オール・アット・ワンス』
第21回ユタ映画批評家協会賞（だい21かいユタえいがひひょうかきょうかいしょう）は2022年の映画を対象としており、2022年12月17日に受賞者が発表された。

## 受賞一覧

### 作品賞
- 受賞 - 『エブリシング・エブリウェア・オール・アット・ワンス』
  - 次点 - 『トップガン マーヴェリック』

### 監督賞
- 受賞 - ダニエル・クワン&ダニエル・シャイナート - 『エブリシング・エブリウェア・オール・アット・ワンス』
  - 次点 - S・S・ラージャマウリ - 『RRR』

### 主演男優賞
- 受賞 - コリン・ファレル - 『イニシェリン島の精霊』
  - 次点 - オースティン・バトラー - 『エルヴィス』

### 主演女優賞
- 受賞 - ミシェル・ヨー - 『エブリシング・エブリウェア・オール・アット・ワンス』
  - 次点 - ダニエル・デッドワイラー - 『ティル』

### 助演男優賞
- 受賞 - キー・ホイ・クァン - 『エブリシング・エブリウェア・オール・アット・ワンス』
  - 次点 - ブレンダン・グリーソン - 『イニシェリン島の精霊』

### 助演女優賞
- 受賞 - ステファニー・スー - 『エブリシング・エブリウェア・オール・アット・ワンス』
  - 次点 - ケリー・コンドン - 『イニシェリン島の精霊』

### アンサンブル賞
- 受賞 - 『エブリシング・エブリウェア・オール・アット・ワンス』
  - 次点 - 『イニシェリン島の精霊』
  - 次点 - 『ナイブズ・アウト: グラス・オニオン』
  - 次点 - 『ウーマン・トーキング 私たちの選択』

### ヴィンス/マーティン賞
- 受賞 - キー・ホイ・クァン - 『エブリシング・エブリウェア・オール・アット・ワンス』
  - 次点 - ミア・ゴス - 『Pearl パール』

### オリジナル脚本賞
- 同時受賞 - ダニエル・クワン&ダニエル・シャイナート - 『エブリシング・エブリウェア・オール・アット・ワンス』
- 同時受賞 - マーティン・マクドナー - 『イニシェリン島の精霊』

### 脚色賞
- 同時受賞 - ディーン・フライシャー・キャンプ、ジェニー・スレイト - 『マルセル 靴をはいた小さな貝（英語版）』
- 同時受賞 - サラ・ポーリー - 『ウーマン・トーキング 私たちの選択』

### 撮影賞
- 受賞 - クラウディオ・ミランダ - 『トップガン マーヴェリック』
  - 次点 - ラーキン・サイプル（英語版） - 『エブリシング・エブリウェア・オール・アット・ワンス』

### 作曲賞
- 受賞 - カーター・バーウェル - 『イニシェリン島の精霊』
  - 次点 - マイケル・ジアッチーノ - 『THE BATMAN-ザ・バットマン-』

### 編集賞
- 受賞 - ポール・ロジャーズ - 『エブリシング・エブリウェア・オール・アット・ワンス』
  - 次点 - エディ・ハミルトン（英語版） - 『トップガン マーヴェリック』

### 視覚効果賞
- 受賞 - 『エブリシング・エブリウェア・オール・アット・ワンス』
  - 次点 - 『アバター:ウェイ・オブ・ウォーター』

### アニメーション映画賞
- 受賞 - 『マルセル 靴をはいた小さな貝』
  - 次点 - 『ギレルモ・デル・トロのピノッキオ』

### 外国語映画賞
- 受賞 - 『RRR』
  - 次点 - 『バルド、偽りの記録と一握りの真実』
  - 次点 - 『CLOSE/クロース』

### ドキュメンタリー映画賞
- 受賞 - 『Wildcat』
  - 次点 - 『おやすみ オポチュニティ』